# Pungguk Beringang
Pungguk Beringang is een bestuurslaag in het regentschap Kepahiang van de provincie Bengkulu, Indonesië. Pungguk Beringang telt 448 inwoners (volkstelling 2010).